# Franky Kühnlein
Franky Kühnlein (* 14. Oktober 1988 in Würzburg) ist ein deutscher Musiker und Schauspieler.
Kühnlein nahm 2001 am Kiddy Contest teil und trat bei TV total mit Stefan Raab auf. Zu seiner ersten Schauspielerfahrung kam er bei Endlich Samstag! wo er den Sven verkörperte. Außerdem war er 2008 in einer Gastrolle in Schloss Einstein zu sehen.
Kühnlein hat eine eigene Band namens nulldB.

## Filmografie
- 2006–2007: Endlich Samstag!
- 2008: Schloss Einstein